# (39557) Gielgud
(39557) Gielgud est un astéroïde de la ceinture principale aréocroiseur.

## Description
(39557) Gielgud est un astéroïde aréocroiseur. Il présente une orbite caractérisée par un demi-grand axe de 2,27 UA, une excentricité de 0,42 et une inclinaison de 5,5° par rapport à l'écliptique.

## Compléments